# Championnat de Chypre de football 1984-1985
Navigation
Saison précédente Saison suivante
La saison 1984-1985 du Championnat de Chypre de football était la 47e édition officielle du championnat de première division à Chypre. Les quatorze meilleurs clubs du pays se retrouvent au sein d'une poule unique, la Cypriot First Division, où ils s'affrontent 2 fois, à domicile et à l'extérieur. En fin de saison, les 2 derniers du classement sont relégués et remplacés par le champion de D2 ainsi que son dauphin.
L'Omonia Nicosie remporte un nouveau titre de champion de Chypre en terminant en tête du championnat. Il s'agit du 14e titre, le 11e en 12 saisons. L'Omonia devance de 9 points l'APOEL Nicosie et de 10 points l'Anorthosis Famagouste.

## Les 14 clubs participants
| - AEL Limassol - Evagoras Paphos - Promu de D2 - EPA Larnaca - Nea Salamina Famagouste - Omonia Nicosie - APOEL Nicosie - Olympiakos Nicosie - Promu de D2 | - Pezoporikos Larnaca - Anorthosis Famagouste - Aris Limassol - Apollon Limassol - EN Paralimni - Alki Larnaca - Omonia Aradippou |

## Compétition

### Classement
Le barème utilisé pour établir le classement est le suivant :
- Victoire : 2 points
- Match nul : 1 point
- Défaite : 0 point

| Rang | Équipe                | Pts | J  | G  | N  | P  | Bp | Bc | Diff |
| ---- | --------------------- | --- | -- | -- | -- | -- | -- | -- | ---- |
| 1    | Omonia Nicosie        | 43  | 26 | 17 | 9  | 0  | 70 | 22 | +48  |
| 2    | APOEL Nicosie         | 34  | 26 | 13 | 8  | 5  | 43 | 26 | +17  |
| 3    | Anorthosis Famagouste | 33  | 26 | 12 | 9  | 5  | 38 | 32 | +6   |
| 4    | Apollon Limassol      | 28  | 26 | 9  | 10 | 7  | 35 | 30 | +5   |
| 5    | AEL Limassol C        | 28  | 26 | 8  | 12 | 6  | 33 | 29 | +4   |
| 6    | Pezoporikos Larnaca   | 25  | 26 | 8  | 9  | 9  | 32 | 27 | +5   |
| 7    | EPA Larnaca           | 25  | 26 | 7  | 11 | 8  | 26 | 29 | -3   |
| 8    | Alki Larnaca          | 25  | 26 | 8  | 9  | 9  | 23 | 27 | -4   |
| 9    | EN Paralimni          | 24  | 26 | 7  | 10 | 9  | 44 | 40 | +4   |
| 10   | Nea Salamina          | 24  | 26 | 6  | 12 | 8  | 25 | 29 | -4   |
| 11   | Olympiakos Nicosie P  | 24  | 26 | 8  | 8  | 10 | 35 | 40 | -5   |
| 12   | Aris Limassol         | 24  | 26 | 6  | 12 | 8  | 25 | 39 | -14  |
| 13   | Omonia Aradippou      | 20  | 26 | 7  | 6  | 13 | 22 | 38 | -16  |
| 14   | Evagoras Paphos P     | 7   | 26 | 1  | 5  | 20 | 14 | 67 | -53  |

|  | Qualification pour la Coupe des clubs champions 1985-1986                              |
|  | Qualification pour la Coupe des Coupes 1985-1986                                       |
|  | Qualification pour la Coupe UEFA 1985-1986                                             |
|  | Relégation directe en deuxième division                                                |
|  | T : Tenant du titre C : Vainqueur de la Coupe de Chypre P : Promu de deuxième division |

## Bilan de la saison
| Championnat de Chypre de football 1984-1985 |                                  |
| Champion                                    | Omonia Nicosie (14e titre)       |
| Coupes et trophées                          |                                  |
| Vainqueur de la Coupe de Chypre 1984-1985   | AEL Limassol                     |
| Qualifications continentales                |                                  |
| Coupe des clubs champions 1985-1986         | Omonia Nicosie                   |
| Coupe des Coupes 1985-1986                  | AEL Limassol                     |
| Coupe UEFA 1985-1986                        | APOEL Nicosie                    |
| Promotions et relégations                   |                                  |
| Promus en Cypriot First Division            | Ermis Aradippou APOP Paphos      |
| Relégués en Cypriot Second Division         | Evagoras Paphos Omonia Aradippou |